# 全国専門学校野球連盟
全国専門学校野球連盟（ぜんこくせんもんがっこうやきゅうれんめい）　とは、日本における専門学校に所属する野球チームを統括する競技団体。硬式の部も抱えているが全日本軟式野球連盟の傘下支部団体。また、日本の野球の分類上では学生野球には属さない。
太平洋戦争終戦後の学制改革以前における旧制専門学校による同名の連盟とはまったく異なる組織。

## 沿革
- 1989年 第1回全国専門学校軟式野球選手権大会を実施
- 1995年 第1回全日本専門学校野球選手権大会を実施

## 運営大会

### 軟式の部
- 全国専門学校軟式野球選手権大会　（11月中旬開催　平成元年～）

### 硬式の部
- 全日本専門学校野球選手権大会　（7月初旬開催　平成7年～）